# Ogcocephalus declivirostris
Ogcocephalus declivirostris är en fiskart som beskrevs av Bradbury, 1980. Ogcocephalus declivirostris ingår i släktet Ogcocephalus och familjen Ogcocephalidae. Inga underarter finns listade i Catalogue of Life.